# Gleichstrombremsen

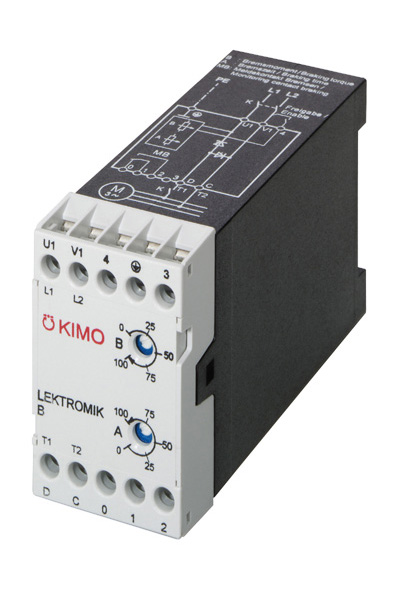
Bremsgerät für Hutschienenmontage

Als Gleichstrombremsen bezeichnet man in der Antriebstechnik eine Bremsmethode, bei der Drehstrommotoren mittels Gleichstrom abgebremst werden. Damit die Bremsung mittels Gleichstrom erfolgen kann, muss die Ständerwicklung vom Netz geschaltet und an eine Gleichspannungsquelle angeschlossen werden. Da die Bremswirkung der Gleichstrombremsung kurz vor dem Stillstand stark nachlässt, muss der Bremsvorgang mit einer mechanischen Bremse bis zum Stillstand beendet werden.

## Funktion
Wenn der Stator an die Gleichspannungsquelle angeschlossen wird, fließt in der Wicklung ein Gleichstrom. Dieser Gleichstrom baut ein magnetisches Gleichfeld auf. Dieses Gleichfeld induziert in dem in ihm rotierenden Läufer eine Spannung. Da die Rotorwicklung kurzgeschlossen ist, wird in ihr ein Strom zum Fließen gebracht. Aufgrund des geringen Widerstands des Läufers genügen bereits kleine induzierte Spannungen, um im Läufer einen hohen Strom zu erzeugen. Dieser Strom erzeugt im Läufer ein Magnetfeld. Durch dieses Magnetfeld wird auf die stromdurchflossenen Leiter des Läufers eine Kraft ausgeübt, die gemäß der Lenzschen Regel so gerichtet ist, dass der Läufer abgebremst wird. Dadurch sinkt nun die Drehzahl des Motors. Gleichzeitig mit sinkender Drehzahl sinkt auch die Frequenz der im Läufer induzierten Spannung und damit auch der induktive Blindwiderstand des Läufers. Dadurch überwiegt nun der ohmsche Widerstand des Läufers. Aufgrund des nun überwiegenden ohmschen Widerstandes steigt die Bremswirkung mit abnehmender Drehzahl an. Das Bremsmoment bei der Gleichstrom-Auslaufbremsung fällt erst kurz vor dem Stillstand stark ab und sinkt beim Stillstand des Rotors gegen Null. Nach dem Stillstand kann, im Gegensatz zur Gegenstrombremsung, kein Hochlaufen des Motors in Gegenrichtung erfolgen.

## Schaltung

Gleichstrombremse mit Einweggleichrichter

Gleichstrombremse mit Brückengleichrichter

Beim Gleichstrombremsen ist es erforderlich, dass zwei oder drei in Reihe geschaltete Stränge der Ständerwicklung mit Gleichstrom gespeist werden. Die beste Bremswirkung wird erzielt, wenn die Ständerwicklung entweder im Stern oder im Dreieck geschaltet ist. Der Anschluss der Gleichspannung erfolgt dann jeweils an zwei Anschlüssen der Ständerwicklung. Bei der Sternschaltung kann man entweder die offene oder die geschlossene Sternschaltung verwenden. Bei der offenen Sternschaltung bleibt ein Strang unbelegt, bei der geschlossenen Sternschaltung werden zwei Stränge zusammengeschlossen. Für die Erzeugung der Gleichspannung wird ein Trafo verwendet, dessen Wechselspannung über einen Brückengleichrichter gleichgerichtet wird. Damit die Gleichspannung auf die Ständerwicklung geschaltet werden kann, muss zuvor die Versorgungsspannung des Motors abgeschaltet werden. Damit der Gleichrichter bei der Umschaltung von Wechsel- auf Gleichspannung nicht durch generatorisch erzeugte Wechselspannungen der Ständerwicklung zerstört werden kann, wird die Höhe der Spannung über ein spezielles Spannungsrelais überwacht. Damit die Wicklungen durch den Gleichstrom nicht unzulässig erwärmt werden, wird die Gleichspannungsquelle wieder abgeschaltet, wenn der Bremsvorgang beendet ist.

## Höhe der Gleichspannung
Da für den Gleichstrom nur der ohmsche Widerstand der Ständerwicklungen wirksam ist, muss die Höhe der verwendeten Gleichspannung erheblich unter dem Effektivwert der Motornennspannung liegen. Die Gleichspannung kann etwa zehn bis fünfzehn Prozent der Nennwechselspannung betragen. Allerdings richtet sich die Höhe der erforderlichen Gleichspannung nicht nur nach der Nennspannung des Motors, sondern auch nach der Motornennleistung. Für Motoren mit großer Motornennleistung werden bei gleicher Nennspannung des Motors niedrigere Spannungswerte benötigt als für Motoren mit kleiner Motornennleistung. Für ein mittleres Bremsmoment, das in etwa dem Motor-Bemessungsmoment entspricht, wird ein Gleichstrom benötigt, der etwa dem 2,5-fachen des Motornennstromes entspricht.

## Anwendung
Die Gleichstrombremsung lässt sich bei Schleifringläufermotoren und bei Drehstrommotoren mit Kurzschlussläufer anwenden. Bei Schleifringläufermotoren lässt sich das der Drehzahl zugeordnete Bremsmoment mittels Läufervorwiderständen beeinflussen. Die Schwungmassenenergie der Arbeitsmaschine und auch die dem Stator zugeführte elektrische Leistung wird im Läufer in Wärme umgewandelt. Dadurch bedingt wird der Motor beim Bremsen erhitzt. Aus diesem Grund eignet sich dieses Bremsverfahren nicht zum Bremsen großer Schwungmassen. Auch für das periodische Bremsen ist dieses Verfahren nicht geeignet.